# Michael Matzke
Michael Matzke (* 28. Oktober 1966; † 20. Mai 2020 in Freiburg im Breisgau) war ein deutscher Numismatiker und Mittelalterhistoriker.

## Werdegang
Michael Matzke studierte Mittelalterliche Geschichte, Kunstgeschichte, Empirische Kulturwissenschaften und Historische Hilfswissenschaften an der Universität Tübingen und an der Universität Pisa. Von 1991 bis 1995 war er wissenschaftliche Hilfskraft am Institut für Geschichtliche Landeskunde und Historische Hilfswissenschaften, in der Forschungsstelle für islamische Numismatik Tübingen sowie am Institut für Klassische Archäologie der Universität Tübingen. 1995 wurde er in Tübingen in Mittelalterlicher Geschichte mit einer Dissertation über Erzbischof Dagobert von Pisa promoviert. Von 1996 bis 1998 war er wissenschaftlicher Angestellter am Institut für Geschichtliche Landeskunde der Universität Tübingen für das Projekt Mittelalterliche Münzprägung in Bergbauregionen, dazu hatte er von 1996 bis 1999 einen Lehrauftrag an der Geschichtswissenschaftlichen Fakultät der Universität Tübingen. Von 1999 bis 2001 war Michael Matzke am Münzkabinett des Fitzwilliam Museum in Cambridge tätig, zunächst für das Projekt Medieval European Coinage, dann als Konservator der antiken und mittelalterlichen Münzen. Von 2001 bis 2006 war er wissenschaftlicher Assistent für Mittelalterliche Geschichte und Historische Hilfswissenschaften an der Universität Marburg. Seit dem 1. Februar 2006 wirkte er als Kurator des Münzkabinetts am Historischen Museum Basel. Seit 2007 hatte er überdies zeitweise einen Lehrauftrag an der Universität Freiburg im Breisgau. Seit 2015 war er auch Mitarbeiter des Projekts Inventar der Fundmünzen der Schweiz. 2017 erhielt er den Ehrenpreis der Gesellschaft für Internationale Geldgeschichte.

## Veröffentlichungen (Auswahl)
- Daibert von Pisa. Zwischen Pisa, Papst und erstem Kreuzzug (= Vorträge und Forschungen Sonderband 44). Thorbecke, Sigmaringen 1998, ISBN 3-7995-6754-2.
- mit Dietrich Mannsperger: Sylloge Nummorum Graecorum. Deutschland. Sammlung der Universität Tübingen. Heft 6: Phrygien - Kappadokien. Römische Provinzprägungen in Kleinasien. Hirmer, München 1998, ISBN 3-7774-7460-6.
- mit Wolfgang Heß, Bernd Breyvogel: Dirham und Rappenpfennig 2: Mittelalterliche Münzprägung in Südwestdeutschland (= Zeitschrift für Archäologie des Mittelalters. Beiheft 19). Habelt, Bonn 2004, ISBN 3-7749-3299-9.
- Der Basler Schatzfund von 1854 und das Rätsel der Salomon-Denare. Baumann & Cie, Banquiers, Basel 2010 (Basler Kostbarkeiten 31), ISBN 978-3-9523739-0-3 (Digitalisat).
- mit José Diaz Tabernero, Hans-Ulrich Geiger: Cantone Ticino. Ritrovamenti monetali da chiese (= Inventar der Fundmünzen der Schweiz. Band 10). Bern 2012, ISBN 978-2-940086-09-2.
- Stadt im S(p)iegel. Basels älteste Stadtsiegel. Baumann & Cie, Banquiers, Basel 2015 (Basler Kostbarkeiten 36), ISBN 978-3-9524338-3-6